# 道森·馬蒂斯
馬文·道森·馬蒂斯（英語：Marvin Dawson Mathis；1940年11月30日—2017年4月17日），是美國的民主黨政治人物，前美國眾議院喬治亞州第二國會選區代表議員。

## 生平
馬蒂斯於喬治亞州納什維爾出生，長大後曾在納什維爾公立學校就讀，後畢業於道格拉斯的南喬治亞州立學院。自1964年到1970年，他在奧爾巴尼的WALB電視台出任新聞總監。
1971年到1981年間，他以民主黨黨籍當選為聯邦眾議院喬治亞州第二國會選區議員，但在1980年轉戰聯邦參議院時在初選中落選而不獲提名。1982年他嘗試再次參選聯邦眾議院同一選區，不過也在初選中輸給繼承了他眾議院議席的查爾斯·弗洛伊德·哈切爾。之後，馬蒂斯他成為一個私人倡導者，定居在納什維爾。
2017年4月17日，他在喬治亞州蒂夫頓逝世。

## 外部連結
- 道森·馬蒂斯－美國國會國家人物傳記大辭典

| 美国众议院                 | 美国众议院                                     | 美国众议院                      |
| -------------------------- | ---------------------------------------------- | ------------------------------- |
| 前任者： 小馬斯頓·O·奧尼爾 | 喬治亞州第二國會選區 眾議院議員 1971年－1981年 | 繼任者： 查爾斯·弗洛伊德·哈切爾 |

 本条目引用的公有领域材料来自Biographical Directory of the United States Congress的网站或文档。